# 569-та фольксгренадерська дивізія (Третій Рейх)
569-та фольксгренадерська дивізія (Третій Рейх) (нім. 569. Volksgrenadier-Division) — піхотна дивізія народного ополчення (фольксгренадери) вермахту за часів Другої світової війни.

## Історія
569-та фольксгренадерська дивізія сформована 26 серпня 1944 року у ході 32-ї хвилі мобілізації у VI військовому окрузі на навчальному центрі Ван (нім. Truppenübungsplatz Wahn) поблизу Кельна. 17 вересня 1944 року її підрозділи пішли на доукомплектування 361-ї фольксгренадерської дивізії.

## Райони бойових дій
- Німеччина (серпень — вересень 1944)

## Командування

### Командири
- генерал-майор Альфред Філіппі (нім. Alfred Philippi) (26 серпня — 17 вересня 1944)

### Склад
| 1944                                      |
| ----------------------------------------- |
| 1165-й гренадерський полк                 |
| 1166-й гренадерський полк                 |
| 1167-й гренадерський полк                 |
| 1569-й артилерійський полк                |
| 569-й протитанковий дивізіон              |
| 1569-та рота зв'язку                      |
| 1569-те дивізійне управління забезпечення |